# 곽동준
곽동준(2000년 10월 10일 ~ )는 대한민국의 축구 선수로, 포지션은 라이트백이다. 현재 K리그1 수원 FC 소속이다.